# Pulow
Pulow este o comună din landul Mecklenburg-Pomerania Inferioară, Germania.